# Attalea seabrensis
Attalea seabrensis är en enhjärtbladig växtart som beskrevs av Sidney Frederick Glassman. Attalea seabrensis ingår i släktet Attalea och familjen Arecaceae. Inga underarter finns listade i Catalogue of Life.